# C20orf144
C20orf144 (англ. Chromosome 20 open reading frame 144) – білок, який кодується однойменним геном, розташованим у людей на довгому плечі 20-ї хромосоми. Довжина поліпептидного ланцюга білка становить 153 амінокислот, а молекулярна маса — 17 214.
| 10         |  | 20         |  | 30         |  | 40         |  | 50         |
| ---------- |  | ---------- |  | ---------- |  | ---------- |  | ---------- |
| MGNYSSHKRT |  | KAPKQARKER |  | PADMDKAWWK |  | SFLNHLTRKK |  | PATRIVLILP |
| LDKRQPLANA |  | GQRIDYASGA |  | GLGSPAAPRL |  | RGAGEGSERE |  | PRMPVLLLLR |
| RQEARRPEEG |  | GARAALSWPR |  | LLSRFRSPGK |  | APREAGPAEE |  | QPRKRCRCPR |
| PQL        |  |            |  |            |  |            |  |            |

A: Аланін

C: Цистеїн

D: Аспарагінова кислота

E: Глутамінова кислота

F: Фенілаланін

G: Гліцин

H: Гістидин

I: Ізолейцин

K: Лізин

L: Лейцин

M: Метіонін

N: Аспарагін

P: Пролін

Q: Глутамін

R: Аргінін

S: Серин

T: Треонін

V: Валін

W: Триптофан